# Шкода
Вижте пояснителната страница за други значения на Шкода.
Заводите Шкода (на чешки: Škodovy závody, други имена: Škoda Holding a.s., Škoda Works) е конгломерат от машиностроителни предприятия, основан в Пилзен през 1866 г. от Емил Шкода. От първоначален арсенал, заводите на Škoda израстват до нивото на голям металургичен и инженерен концерн, който (заедно с концерните ČKD, Ringhoffer/Tatra и др.) става един от индустриалните стълбове на Чехословакия в миналото и един от най-големите нейни износители.
В края на XX и началото XXI век концернът фалира поради неблагоприятната икономическа ситуация и е разделен и разпродаден. Днес традицията на оригиналните заводи на Škoda е продължена от редица независими инженерингови компании, които носят името Škoda в името си. Вероятно единственият пряк наследник може да се счита пилзенската компания Škoda Transportation, която се занимава с производството на трамваи и локомотиви. Нейното дъщерно дружество Škoda Vagonka произвежда жп подвижен състав, другото ѝ дъщерно дружество Škoda Electric произвежда тролейбуси и компоненти за тягово задвижване, включително електрически двигатели. В миналото се създават различни свързани компании, които все още използват името Škoda, например автомобилния производител Škoda Auto в Млада Болеслав, производителят на технологии за ядрена енергия Škoda JS в Пилзен или производителят на турбини и машини Doosan Škoda Power в Пилзен.

## История
Основана е през 1859 г. от граф Валенщайн-Вартенберг като леярна машиностроителна фабрика в град Пилзен. През 1869 г. собственик на предприятието става инженерът и предприемач Емил Шкода, като неговата фамилия става по-късно търговска марка. Фабриката е произвеждала метални изделия за промишлеността: детайли за мелници, железопътния транспорт, електростанции, елементи за шлюзове (напр. за Суецкия канал), артилерия и друго военно снаряжение за армиите и флота на Австро-Унгария и за износ.
По време на Втората световна война, когато Чехия е окупирана от Нацистка Германия, заводите Шкода произвеждат танкове за немската армия. През 1945 г. предприятията Шкода са национализирани, а предприятията, започващи производство на автомобили в Млада Болеслав, авиозаводът в Москва и някои предприятия в Словакия са отделени от фирмата. От 1951 до 1953 г. предприятията Škoda се наричат Závody Vladimíra Iljiča Lenina (Заводи Владимир Илич Ленин). Основните предприятия на холдинга са базирани в град Пилзен.

## Предприятия Шкода
Под името „Шкода“ работят следните предприятия (някои от тях имат други собственици, но с право да използват марката):
- Škoda Power a.s. Пилзен, Škoda Power Pvt. Ltd. Индия и Škoda Jinma Turbine Ltd. Китай – производство на оборудване за енергетиката, включително и за атомната енергетика
- Škoda Transportation s.r.o. Пилзен, Škoda Electric a.s. Пилзен, Ganz Škoda Traction Electric Ltd. Будапеща, Унгария, ČKD Vagonka a.s. Острава, Сибэлектропривод Новосибирск, Русия, Škoda Ostrov s.r.o., VUKV a.s. Прага – производство на релсов транспорт, включително локомотиви, метро-влакове, трамваи и тролеи
- Škoda Steel s.r.o. Пилзен – металолеене
- Škoda Machine Tool s.r.o. Пилзен – тежко машиностроене
- Škoda TS a.s. – оборудване за хранително-вкусовата промишленост, хидравлично оборудване
- Škoda JS a.s. – оборудване за ядрената енергетика и нефтохимията.
- Škoda Gear s.r.o. – механични устройства, скоростни кутии
- Škoda Auto a. s. Млада Болеслав – производство на леки автомобили, част от групата през 1925 – 1948 г.
- Škoda TVC s.r.o., Škoda Výzkum s.r.o., Škoda Praha a.s. – спомагателни и изследователски производства

## Автомобили
- Шкода 430, 1930 г.
- Шкода Рапид, 1934 г.
- Шкода 1102 (Tudor), 1950 г.
- Шкода 440, 1955 г.
- Шкода 1201, 1959 г.
- Шкода Фелисия, 60-те години
- Шкода Октавия, 60-те години
- Шкода 1202, 60-те години
- Шкода 1000, 60-те години
- Шкода 1203, 70-те години
- Шкода 100, 70-те години
- Шкода 110, 70-те години
- Шкода 105/120, 70-те години
- Шкода 105, 80-те години
- Шкода 120 Л, 80-те години
- Шкода Фаворит, 80-те години
- Шкода Форман, 90-те години
- Шкода Фелиция, 90-те години
- Шкода Октавия, 1999 г.
- Шкода Фабия, 2000 г.
- Шкода Фабия, 2005 г.
- Шкода Октавия, 2006 г.
- Шкода Супърб, 2006 г.
- Шкода Румстър
- Шкода Йети, 2009 г.
- Шкода Кодиак, 2016 г.
- Концепт-кар Шкода Джойстър

## Други превозни средства
- Електрически локомотив „Шкода“
- Електрически локомотив „Шкода“ 109Е
- Мотриса 81-71М на Пражкото метро
- Трамвай Шкода 14Т
- Трамвай Шкода
- Тролейбус Шкода 14 Tr във Варна
- Тролейбус Шкода 9Tr в Бърно
- Камион Шкода 706 с цистерна за вода
- Камион Шкода 706
- Противопожарен автомобил Шкода